# Katō Shūichi
Katō Shūichi (加藤周?, Katō Shūichi; Tokyo, 19 settembre 1919 – Tokyo, 5 dicembre 2008) è stato un medico, critico letterario e scrittore giapponese. È conosciuto soprattutto per i suoi lavori nel campo della letteratura e della cultura.